# Jimmy Tompkins
Pour les articles homonymes, voir James Tompkins et Tompkins.
Le révérend James John Tompkins (7 septembre 1870 - 5 mai 1953) était un prêtre catholique romain qui a fondé le mouvement Antigonish (en), un effort progressiste qui intégrait l'éducation des adultes, les coopératives et le développement des communautés rurales pour aider les communautés de pêcheurs et minières du nord et de l'est de la Nouvelle-Écosse (Canada) à se développer. Le mouvement Antigonish s'est poursuivi à travers le département d'Extension (relevant du Centre international Coady) de l'Université Saint-Francis-Xavier.
Le père Tompkins croyait au pouvoir émancipateur de l'éducation et cherchait à améliorer les conditions économiques par le biais de groupes d'étude et d'actions coopératives. "Il ne suffit pas d'avoir des idées, il faut leur mettre des jambes", a-t-il souvent dit. Il a fondé la première bibliothèque régionale en Nouvelle-Écosse avec la première caisse populaire et une coopérative d'habitation à Reserve Mines qui a été surnommée «Tompkinsville». Le père Tompkins était le fondateur spirituel du mouvement Antigonish.